# مطار سيناي الدولي
مطار سيناي الدولي (إياتا: JHB، إيكاو: WMKJ)، وكان يُعرف سابقًا باسم مطار السلطان إسماعيل الدولي، هو مطار دولي يخدم مقاطعة جوهر بهرو، ثاني أكبر منطقة من حيث عدد السكان في ماليزيا ومناطق أخرى في جنوب شبه الجزيرة الماليزية. يقع المطار في كولاي بولاية جوهور الماليزية، ويبعد قرابة 22 كم شمال غرب مركز مدينة جوهر بهرو. يقع المطار بجوار متنزه سيديناك التقني وهو أكبر حديقة مركزية للبيانات في ماليزيا. 

## التاريخ

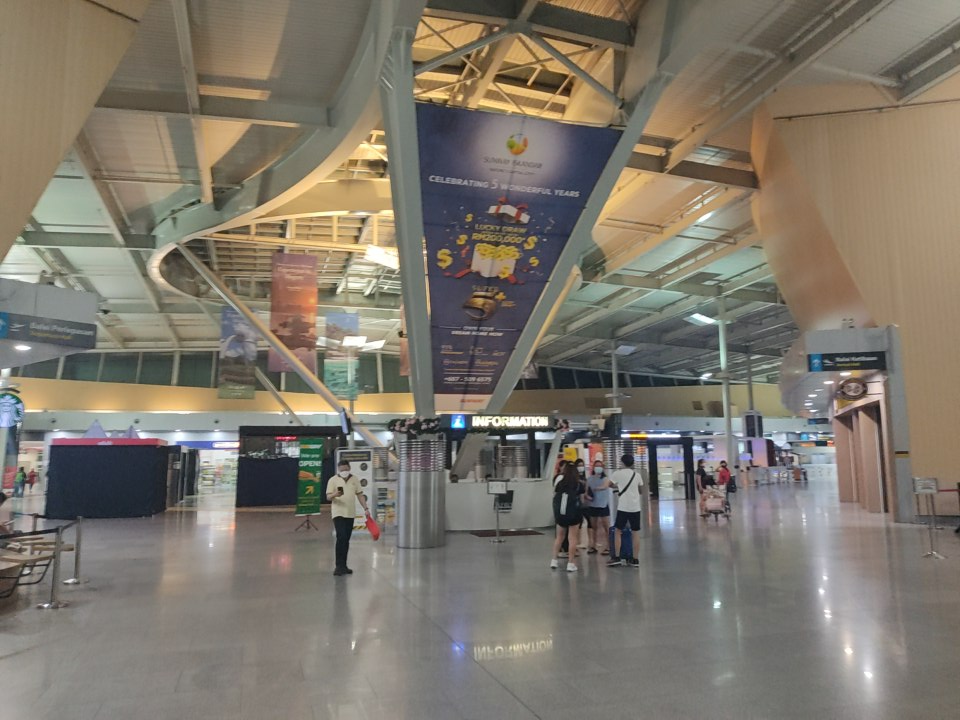
مطار سيناي من الداخل

افتُتح المطار عام 1974، وتديره وتشغله شركة Senai Airport Terminal Services Sdn Bhd (SATSSB) التي تولت العمليات من شركة مطارات ماليزيا عام 2003 بموجب امتياز مدته 50 عامًا لتطوير المطار.[بحاجة لمصدر]. يُعدّ مطار سيناي الدولي حاليًا المطار العام الوحيد الذي يديره القطاع الخاص في ماليزيا. تشغل شركة SATSSB أيضًا بتشغيل مطار كيرتيه لصالح شركة بتروناس.[بحاجة لمصدر]
أُعلن عن خططٍ لتوسيع المطار في عام 1978.  كما خططت الحكومة الفيدرالية لتحديث المطار في عام 1990 بتكلفة 100 مليون رينجيت ماليزي.  خصلت الخطة على الموافقة في أبريل 1990. 
وفي الوقت نفسه، تخطط الخطوط الجوية الماليزية لإعادة توجيه رحلاتها الدولية إلى المطار بدلاً من مطار شانغي في سنغافورة لأنه أقل تكلفة.  حصلت الخطة على الموافقة في أغسطس 1991. 
في سبتمبر 1990، بدأت الخطوط الجوية الماليزية بإضافة رحلات مباشرة من المطار إلى كوالا ترينجانو لجذب السياح إلى ترينجانو وكيلانتان.
في أبريل 1992، بدأت الخطوط الجوية الماليزية رحلات أسبوعية من سيناي إلى هونج كونج، ما اعتُبر حينها "عصرًا جديدًا" للمطار. 
في عام 1993، طوّر مطار سيناي بتكلفة بلغت 93 مليون رينجيت ماليزي. وشملت أعمال التطوير توسعة المحطة والمدرج، وإنشاء جسر جوي. أتاح هذا التحديث للمطار استيعاب المزيد من طائرات ماكدونيل دوغلاس دي سي-10 مقارنة بما كان عليه من قبل،  مع زيادة حركة النقل إلى 100 رحلة أسبوعيًا. 
يضم مطار سيناي الدولي مدرجًا من الفئة 4E بطول 3800 متر، ويمكنه التعامل مع الطائرات الكبيرة مثل إيرباض إيه 350 وبوينغ 777 وحتى طائرة الشحن أن 124 (أنتونوف رسلان إن 124).[بحاجة لمصدر]
عام 2019، خدم مطار سيناي الدولي قرابة 4,254,922 مسافرًا ونقل خلاله 15,010 أطنان من البضائع باستخدام 52,030 طائرات تجارية مجدولة وغير مجدولة. ونفّذت خطة لتوسيع المحطة لاستيعاب 5 ملايين مسافر بحلول عام 2023. 

## شركات الطيران والوجهات

### الركاب
| شركـات طيـران           | الوجهات |
| ----------------------- | --- |
| طيران آسيا              | مطار السلطان عبد الحليم، مطار قوانغتشو باييون الدولي، مطار تان سون نهات الدولي، مطار سلطان أصلان شاه، مطار سلطان إسماعيل بترا، مطار كوتا كينابالو الدولي، مطار كوالالمبور الدولي، مطار كوتشينغ الدولي، مطار لانغكواي الدولي، مطار ميري، مطار بينانق الدولي، مطار سيبو، مطار تاواو |
| باتيك إير ماليزيا       | مطار دون موينغ، مطار سوكارنو هاتا الدولي (begins 16 March 2025), مطار كوالالمبور الدولي Charter: مطار كونمينغ جانغشوي الدولي |
| خطوط فايرفلاي الجوية    | مطار السلطان عبد العزيز شاه، مطار بينانق الدولي |
| طيران آسيا (إندونيسيا)  | مطار سوكارنو هاتا الدولي، مطار جواندا الدولي |
| الخطوط الجوية الماليزية | مطار كوالالمبور الدولي Charter: مطار الأمير محمد بن عبد العزيز الدولي |
| طيران آسيا (تايلاند)    | مطار دون موينغ |

### حركة المرور والإحصائيات
شاهد source Wikidata query and sources.
| الترتيب | الوجهات                               | عدد الرحلات (أسبوعياً) | الخطوط الجوية |
| ------- | ------------------------------------- | --------------------- | ------------- |
| 1       | مطار كوالالمبور الدولي، كوالالمبور    | 76                    | AK, MH, OD    |
| 2       | مطار بينانغ الدولي، بالاو بينانغ      | 29                    | AK, FY        |
| 3       | مطار السلطان عبد العزيز شاه، سيلانغور | 26                    | FY, OD        |
| 4       | مطار كوتشينغ الدولي، ساراواك          | 21                    | AK            |
| 5       | مطار كوتا كينابالو الدولي، صاباح      | 18                    | AK            |
| 6       | مطار سيبو، ساراواك                    | 7                     | AK            |
| 7       | مطار سلطان أصلان شاه، بيراك           | 7                     | AK            |
| 8       | مطار لانغكواي الدولي، كيدا            | 4                     | AK            |
| 9       | مطار سلطان عبد الحليم، كيدا           | 4                     | AK            |
| 10      | مطار تاواو، صاباح                     | 4                     | AK            |
| 11      | مطار سلطان إسماعيل بترا، كيلانتان     | 3                     | AK            |
| 12      | مطار ميري، ساراواك                    | 3                     | AK            |

| الترتيب | الوجهات                                         | عدد الرحلات (أسبوعياً) | الخطوط الجوية |
| ------- | ----------------------------------------------- | --------------------- | ------------- |
| 1       | مطار سوكارنو هاتا الدولي، إندونيسيا             | 18                    | QZ, 8B        |
| 2       | مطار دون موينغ، تايلند                          | 18                    | FD, OD        |
| 3       | مطار تان سون نهات الدولي، فيتنام                | 7                     | AK            |
| 4       | مطار قوانغتشو باييون الدولي، الصين              | 7                     | AK            |
| 5       | مطار جواندا الدولي، إندونيسيا                   | 4                     | QZ            |
| 6       | مطار كونمينغ جانغشوي الدولي/ الصين              | 2                     | OD            |
| 7       | مطار الأمير محمد بن عبد العزيز الدولي، السعودية | 1                     | MH            |

## النقل البري
يرتبط مطار سيناي الدولي بطريق PLUS السريع وطريق سيناي-ديسارو السريع وطريق Second Link السريع. تتوفر سيارات الأجرة خارج المطار. تتوفر حافلات لنقل المسافرين إلى وسط المدينة مع إمكانية النقل إلى سنغافورة. 
يوفر Causeway Link للمسافرين طريقًا إلى JB Sentral.
| رقم الحافلة | الوجهات      |
| ----------- | ------------ |
| أأ1         | جي بي سنترال |

## روابط خارجية
- مطار سيناي الدولي، الموقع الرسمي